# Барон Геннікер

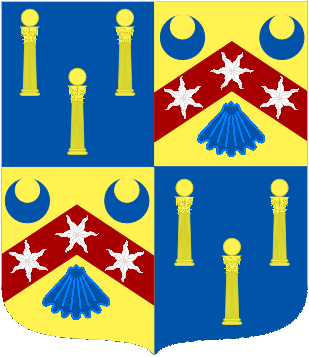
Герб баронів Геннікер.

Герб баронетів Мейджор.

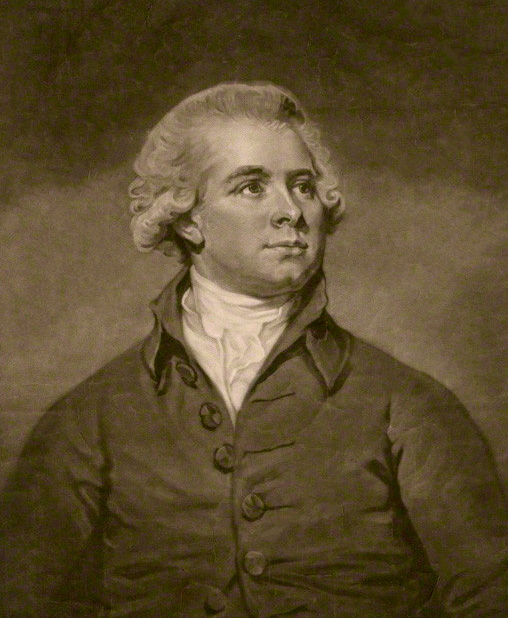
Джон Геннікер-Мейджор – ІІ барон Геннікер.

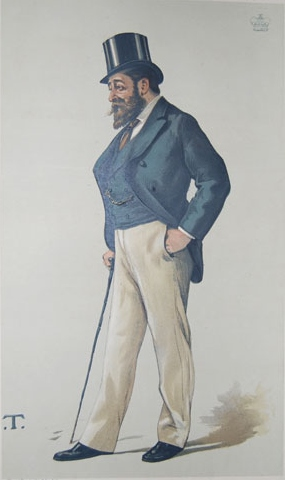
Джон Мейджор Геннікер-Мейджор – V барон Геннікер. Карикатура худ. Теобальда Чартрана «Людина справи».

Барон Геннікер (англ. - Baron Henniker) – аристократичний титул в перстві Ірландії.

## Гасло баронів Геннікер
Deus Major Columna  - «Бог — найбільша опора» (лат.)

## Історія баронів Геннікер
Титул барон Геннікер з Стратфорда-апон-Слейні, що в графстві Віклоу був створений в перстві Ірландії в 1800 році для Джона Геннікера – ІІ баронета Геннікер. Він був депутатом Палати громад парламенту Об’єднаного королівства Великобританії і представляв Дувр та Садбері. Титул успадкував його син, що став ІІ бароном Геннікер. Він теж був обраний депутатом парламенту. У 1792 році за дозволом корони він взяв собі друге прізвище Мейджор (це було прізвище його діда по матері). Він був бездітним, титул барона успадкував його племінник, що став ІІІ бароном Геннікер. Він теж за дозволом корони взяв собі друге прізвище Мейджор в 1822 році. Його син успадкував титул і став IV бароном Геннікер. Він теж був обраний депутатом парламенту і представляв Саффолк-Іст. У 1866 році він отримав титул барона Гартісмор з Гартсміра, що в графстві Саффолк у перстві Об’єднаного королівства Великобританії. Цей титул давав право йому і його нащадкам автоматично місце в Палаті лордів парламенту. Титул успадкував його син, що став V бароном Геннікер. Він теж став депутатом парламенту від Східного Саффолка, пізніше обіймав високі посади в консервативних адміністраціях Бенджаміна Дізраелі та лорда Солсбері. Його онук успадкував титул і став VIII бароном Геннікер. Він служив послом Великобританії в Йорданії та Данії. На сьогодні титулами володіє його син, що став ІХ бароном Геннікер. 
Титул баронет Мейджор з Ворлінгворт-Холлу, що в графстві Саффолк був створений в баронетстві Великобританії в 1765 році для Джона Мейджора. Джон Мейджор був депутатом Палати громад парламенту і представляв Скарборо. Титул успадкував його зять, що став ІІ баронетом Мейджор, що отримав титул пера Ірландії в 1800 році. Генерал-лейтенант Бріджес Геннікер – молодший син І барона Геннікера отримав титул баронета Ньютон-Холлу, що в графстві Ессекс в 1813 році. Місто Геннікер, що в стейті Нью-Гемпшир (З’єднані Стейти Америки) було назване на честь І барона Геннікер. 
Родовим гніздом баронів Геннікер є Торнгем-Холл, що поблизу селища Торнгем-Магна, графство Саффолк.  

## Баронети Мейджор з Ворлінгсворт-Холл (1765)
- Сер Джон Мейджор (1698 – 1781) – І баронет Мейджор
- Сер Джон Геннікер (1724 – 1803) – ІІ баронет Мейджор (отримав титул барона Геннікер в 1800 році)

## Барони Геннікер з Статфорт-апон-Слейні (1800)
- Джон Геннікер (1724 – 1803) – І барон Геннікер
- Джон Геннікер-Мейджор (1752 – 1821) – ІІ барон Геннікер
- Джон Мінет Геннікер-Мейджор (1777 – 1832) – ІІІ барон Геннікер
- Джон Геннікер-Майджор (1801 – 1870) – IV барон Геннікер, I барон Гартісмір (нагороджений титулом барон Гартісмір у 1866 році)
- Джон Майджор Геннікер-Мейджор (1842 – 1902) – V барон Геннікер, II барон Гартімер
- Чарльз Генрі Чандос Геннікер-Мейджор (1872 – 1956) – VI барон Геннікер, III барон Гартімір
- Джон Ернест де Грей Геннікер-Мейджор (1883 – 1980) – VII барон Геннікер, IV барон Гартімер
- Джон Патрік Едвард Чандос Геннікер-Мейджор (1916 – 2004) – VIII барон Геннікер, V барон Гартімір
- Марк Ян Філіп Чандос Геннікер-Мейджор (1947 р. н.) – ІХ барон Геннікер, VI барон Гартімір

Спадкоємцем титулу є єдиний син теперішнього власника титулу, що вижив, його ясновельможність Едвард Джордж Мейджор Геннікер-Мейджор (1985 р. н.).